# 후반
《후반(後半)》은 가수 윤종신의 7집 정규 음반이다. 음반 발매일은 1999년 1월이다. 이 앨범은 가수 박정현과 함께 듀엣으로 부른 〈우둔남녀〉를 비롯해 발라드 풍으로 노래가 수록되어 있다. 타이틀 곡은 〈보람찬 하루〉이다.

## 수록곡
전체 작사: 윤종신
| #             | 제목                               | 작곡           | 편곡          | 재생 시간 |
| ------------- | ---------------------------------- | -------------- | ------------- | --------- |
| 1.            | 〈보람찬 하루〉                    | 윤종신, 최하림 | 최하림        | 4:56      |
| 2.            | 〈우둔남녀〉 (Duet with 박정현)    | 윤종신, 최하림 | 최하림        | 5:26      |
| 3.            | 〈배웅〉                           | 최하림         | 최하림        | 5:23      |
| 4.            | 〈돌아오던 날〉                    | 윤종신, 최하림 | 최하림        | 5:06      |
| 5.            | 〈선물〉                           | 윤종신, 최하림 | 최하림        | 5:48      |
| 6.            | 〈녀석〉 (feat. 김조한, Tracy Lee) | 최하림         | 최하림        | 4:01      |
| 7.            | 〈머물러요〉                       | 윤종신, 최하림 | 최하림        | 4:22      |
| 8.            | 〈Lucy〉                           | 윤종신, 이근호 | 최하림        | 4:13      |
| 9.            | 〈구원〉                           | 최하림         | 최하림        | 3:45      |
| 10.           | 〈도피〉                           | 윤종신, 최하림 | 최하림        | 4:42      |
| 11.           | 〈이별을 앞두고〉                  | 윤종신, 최하림 | 나원주        | 4:17      |
| 총 재생 시간: | 총 재생 시간:                      | 총 재생 시간:  | 총 재생 시간: | 51:59     |